# Johan Airas
Johan Airas de Santiago (fl. XII-XIII secolo) è stato un trovatore e poeta  galiziano medievale.
Proveniente da una famiglia borghese di Santiago di Compostela, fu attivo tra il 1230 e il 1265 nelle corti di Ferdinando III e Alfonso X.
È autore di ottantuno componimenti poetici: quarantacinque cantigas de amigo, ventuno cantigas de amor, dieci cantigas de escárnio e maldizer, due tenções, due sirventes morali e una pastorela.